# Ab ipso Lare incipe
 Ab ipso Lare incipe лат. (изговор:  аб ипсо ларе инципе). Од самог Лара почни.

## Тумачење
Лар је  римски  кућни бог. Изрека каже да свако мора да посматра, замјера, критикује и мијења свијет, полазећи, не само од своје куће и свога кућног прага, већ још даље, од свога кућног бога Лара. Човјек мора бити толико самокритичан и праведан, да ствари мијења почињући од себе.

## Изрека у српском језику
У српском језику се каже: „Помети прво испред својих врата.“